# Bonny Hicks
Bonny Susan Hicks (Kuala Lumpur, 5 de janeiro de 1968 – Palimbão, 19 de dezembro de 1997) foi uma modelo e escritora de Singapura. Depois de ganhar notoriedade a nível local como modelo, ela ganhou reconhecimento mundial por suas contribuições à literatura pós-colonial de Singapura e à filosofia antrópica transmitida em suas obras. Seu primeiro livro, Excuse Me, Are You A Model?, é reconhecido como um marco significativo na história literária e cultural de Singapura. Mais tarde, Hicks publicou um segundo livro, Discuss Disgust, e muitos artigos mais curtos em meios de comunicação de imprensa, incluindo uma coluna de opinião de curta duração num importante diário de Singapura que foi retirada devido à dissidência pública dos conservadores de Singapura.
Hicks morreu aos 29 anos, em 19 de dezembro de 1997, a bordo do voo 185 da SilkAir, quando este caiu no Rio Musi, na ilha indonésia de Sumatra. O Conselho Nacional de Segurança nos Transportes (NTSB) dos EUA expressou a probabilidade de que o acidente tenha sido um ato de suicídio e assassinato em massa cometido pelo problemático piloto de Singapura. Todos os 97 passageiros e 7 tripulantes morreram.
Após a morte de Hicks, inúmeras publicações, incluindo o livro Heaven Can Wait: Conversations with Bonny Hicks, de Tal Ben-Shahar, apresentaram sua vida e pensamento. Embora ela tenha sido considerada controversa por muitos durante sua vida por causa de sua disposição de discutir abertamente a sexualidade humana, os pesquisadores literários de Singapura, durante os últimos anos da vida de Hicks, viram nela uma voz de importância crucial para a interpretação de sua sociedade contemporânea.
O legado de Hicks é o de uma importante figura social de transição entre a Singapura conservadora e as mudanças sociais em larga escala que ocorreram no país sob as forças da globalização à medida que o século XXI se aproximava. A sua morte resultou na perda de uma voz nacional de Singapura que era ao mesmo tempo crescente e importante, mas em conflito interno, embora socialmente conflituosa. As críticas dos conservadores de Singapura durante suas carreiras de modelo e autora irritaram continuamente a consciência de Hicks e a levaram a reavaliar sua vida durante seus últimos anos. No final das contas, Hicks fez uma série sustentada de escolhas conservadoras durante seus últimos anos de vida.

## Primeiros anos
Filha de pai britânico, Ron Hicks, e mãe chinesa de língua cantonesa, Betty Soh, Hicks nasceu em 1968 em Kuala Lumpur, na Malásia. Seus pais se separaram logo após seu nascimento e Soh se mudou para Singapura em 1969 com sua filha pequena. Lá, o ambiente social formativo de Hicks era multiétnico, multilíngue e incluía malaios, indianos e chineses de vários grupos dialetais. Embora Hicks fosse birracial, ela se identificou como chinesa durante a primeira infância, falando cantonês e assistindo televisão em chinês em casa.
Quando Hicks tinha doze anos, sua mãe aceitou um emprego como zeladora de um bangalô em Sentosa, Singapura, e eles se mudaram para a ilha, longe de um apartamento do Conselho de Habitação e Desenvolvimento de Singapura, em Toa Payoh. Durante sua adolescência, Hicks morou com sua mãe na Ilha Sentosa, e intermitentemente com sua porpor (avó), com quem ela teve um relacionamento particularmente próximo.
Hicks nunca conheceu seu pai. Aos dezesseis anos, ela localizou seu paradeiro através do Alto Comissariado Britânico, com quem ele esteve estacionado em Singapura durante a concepção de Hicks. Casado e com filhos de seu novo arranjo, e provavelmente mantendo seu passado abafado de sua nova família, o pai de Hicks respondeu por fax a ela que não queria nada com ela. Apesar das piadas superficiais de Hicks sempre que questionada publicamente sobre isso, a rejeição de seu pai a ela permaneceu profundamente dolorosa para Hicks ao longo de sua vida.
Os primeiros anos de Hicks foram marcados por "poucos amigos" e ela afirmou que não fez amigos sérios depois dos 15 anos — isto é, até conhecer Patricia Chan Li-Yin, mas mesmo assim as coisas eram difíceis de definir. Depois que Chan se aposentou como uma heroína do esporte de Singapura, uma nadadora condecorada, ela se tornou editora de revista e agente de talentos. Depois que os caminhos de Hicks e Chan se cruzaram, Chan se tornou uma pessoa de fundamental importância na vida e carreira de Hicks. O relacionamento era muitas vezes confuso e complicado até mesmo pelo próprio relato de Hicks.

## Em busca do auge profissional

### Descoberta e primeira mentoria
Chan "descobriu" Bonnie Hicks, de dezenove anos, logo depois que Hicks completou seus níveis A no Hwa Chong Junior College. Hicks e Chan desfrutavam de um relacionamento próximo, de vários níveis e complicado, que era tanto profissional quanto pessoal. Hicks referiu-se a Chan como "mamãe", e alguns presumiram que talvez houvesse mais coisas no relacionamento. Decorrente de declarações ambíguas que Hicks fez mais tarde em seu primeiro livro (por exemplo, "Eu estava apaixonada por Pat Chan"), os singapurianos especularam amplamente se os dois estavam envolvidos em um relacionamento lésbico. Embora as declarações no livro de Hicks pudessem ser interpretadas como indicando apenas um relacionamento íntimo de mentoria com Chan, a quem Hicks claramente idealizava e admirava muito, ela continuou a ser ambígua sobre o assunto sempre que questionada. Isso criou uma sensação de mistério sobre a personalidade de Hicks e contribuiu para seu burburinho e publicidade contínuos.

### Modelo e início de atuação como escritora
A carreira de modelo de Hicks começou com uma vitrine na capa de setembro de 1987 de uma revista mensal de moda de Singapura, agora extinta, GO. Em pouco tempo, ela se expandiu para outras lojas de modelos, incluindo algumas na Indonésia. Ela continuou a expandir suas aparições em capas de revistas, anúncios impressos, aparições em passarelas com roupas de grife e em um videoclipe de um hit top 10 da banda indie de Singapura The Oddfellows. As coisas pareciam brilhantes.
Após um ano de carreira de modelo de Hicks, ela começou a escrever sobre suas experiências de vida e ideias decorrentes de sua carreira de modelo. Aos 21 anos de idade, ela completou seu primeiro livro, Excuse Me, are you a Model?. Ela continuou a modelar por mais cinco anos e em 1992, aos vinte e quatro anos, lançou seu segundo livro Discuss Disgust. Hicks então deixou a modelagem para conseguir um emprego como líder de departamento e redatora em Jacarta, na Indonésia. Na época, Hicks reiterou uma afirmação que havia feito em seu primeiro livro: para começo de conversa, ela nunca quis ser modelo. Em vez disso, seu sonho desde os treze anos era ser escritora. Foi então que ela começou a manter um diário de seus sentimentos e experiências, prática que manteve ao longo da vida. Hicks baseou-se em suas memórias documentadas em cada um de seus escritos.

## Contribuições literárias e controvérsia

### Excuse Me, Are You a Model?
Hicks publicou seu primeiro trabalho, Excuse Me, Are You a Model? em Singapura em 1990. O livro é sua exposição autobiográfica do mundo da modelagem e da moda e contém discussões frequentes e francas sobre sua sexualidade, um assunto que não era tradicionalmente abordado na sociedade de Singapura da época. A obra gerou controvérsia significativa entre os singapurianos que mantinham padrões literários e morais conservadores. Os conservadores consideravam o trabalho de Hicks um livro do tipo "beije e conte" que revelava "muito cedo" de uma mulher independente ainda com vinte e poucos anos. A juventude de Singapura, por outro lado, tinha uma visão totalmente diferente; doze mil exemplares foram vendidos em duas semanas, o que levou a editora do livro a se gabar do trabalho de Hicks como "a maior sensação literária nos anais da publicação de Singapura" — uma afirmação precisa.
Durante os anos que antecederam sua morte, os pesquisadores da literatura inglesa de Singapura começaram a reconhecer mais do que apenas uma simples divisão geracional nas reações ao livro de Hicks, e o descreveram como "uma obra importante" no modo confessional do gênero de literatura pós-colonial. Muito antes de o livro de Hick ser considerado "um marco significativo na história literária e cultural de Singapura", os jovens cingapurianos já haviam estabelecido um movimento literário localizado, seguindo o exemplo de Hicks. Os mercados locais logo foram inundados com autobiografias de jovens em busca de fama, muitos deles ainda com menos de vinte anos.

### Discuss Disgust
Em 1992, dois anos após a polêmica entrada de Hicks na cena literária de Singapura, ela publicou seu segundo e último livro, Disgust Disgust. A novela, literariamente mais sofisticada, mas nunca tão popular quanto seu primeiro livro, retrata o mundo visto através dos olhos de uma criança cuja mãe é prostituta. Nele, Hicks continuou a discutir abertamente a sexualidade e, em termos velados, abordou o tabu do abuso sexual, assuntos que normalmente não eram falados abertamente em Singapura naquela época. Para aumentar a controvérsia em torno de Hicks, um colunista conservador no local amplamente apelidou a obra Discuss Disgust como "mais uma daquelas publicações comerciais que embalam vulgaridade e pecado em suas centenas de páginas" (sic). Embora a compreensão de Discuss Disgust fosse muito maior do que a demonstrada até mesmo entre os críticos conservadores, as pressões sociais fizeram com que poucas pessoas aceitassem abertamente a novela pelo que ela realmente era: o relato semiautobiográfico de Hicks sobre seus próprios anos conturbados de infância, apenas parcialmente grito velado, mas imediatamente malsucedido, para que o público reinterprete seus primeiros anos de idade adulta através do trauma psicológico de sua infância.

### "The Bonny Hicks Diary"
Hicks também contribuiu frequentemente para meios de comunicação regionais e de Singapura. Sua coluna bimestral escrita francamente no The Straits Times, "The Bonny Hicks Diary", na qual ela frequentemente discutia sua infância na Ilha Sentosa, incitou ainda mais os sentimentos dos conservadores de que Hicks era uma modelo imprópria para meninas jovens e impressionáveis, que os consesentiam que estavam sendo moralmente corrompidas por Hicks. Cedendo à pressão pública conservadora, estimulada inicialmente por uma campanha de cartas ao jornal, o periódico Times retirou a sua coluna no espaço de um ano. O estimado editor do jornal, Richard Lim, posteriormente expressou pesar pelo que considerou uma decisão politicamente motivada do jornal. Recuando tanto quanto possível, Lim começou a publicar colunas "especiais" frequentes de Hicks. Tendo demonstrado interesse como mentor no desenvolvimento de Hicks como escritora desde sua primeira publicação, Lim foi excepcionalmente autoritário quando notou publicamente o aprofundamento dos escritos de Hicks à medida que ela amadurecia.

### Possível terceiro livro
Na época do lançamento de Discuss Disgust, Hicks relatou ao The Straits Times que ela estava trabalhando em um terceiro livro, centrado na correspondência entre ela e uma colega de casa não identificada. Hicks escreveu sobre suas observações sociais dos Estados Unidos durante uma visita de dois meses, usando-as como trampolim para fazer comentários sociais sobre Singapura. Embora a ideia do livro tenha revelado ainda mais a preferência de Hicks em escrever com uma determinada pessoa em mente, ela nunca se materializou, nem mesmo em rascunho ou como documentos pessoais divulgados postumamente.

## Transição na vida profissional

### Introspecção
Durante o apogeu de Hicks, poucos tinham começado a situar adequadamente a sua vida e obras dentro das mudanças sociais mais amplas que envolveram Singapura na altura sob as forças da rápida globalização — mudanças que, nessa altura, eram simplesmente demasiado avançadas e poderosas para parar completamente a perseguidos pelos meios tradicionalmente bem sucedidos de vergonha e ostracismo. Na maioria dos casos, os conservadores simplesmente reagiram com base no medo instintivo contra Hicks, ou uma caracterização simplificada ou espantalho dela, a quem consideraram uma "notória" ameaça moral disposta a degradar a sociedade de Singapura em busca de fama pessoal e ganho financeiro. Embora as críticas não fossem inteiramente justas — elas certamente continham pelo menos um núcleo de verdade — seu acúmulo vinha prejudicando a perseverança de Hicks há muito tempo, corroendo até mesmo seus sentidos de identidade, propósito e totalidade e, portanto, sua base. sentimentos de fé, esperança e paz em relação ao futuro. Embora ela ainda continuasse aproveitando oportunidades de autopromoção, como Pat Chan a ensinara a fazer desde o início, estava ficando cada vez mais claro que Hicks já havia algum tempo mergulhado em uma época de introspecção pessoal e vinha traçando planos para uma transição significativa de vida e carreira que parecia ser informada pelos valores dos conservadores de Singapura. Embora ela talvez estivesse concedendo uma vitória aos seus críticos conservadores em meio à transição de sua vida, sua mudança de vida foi causada pelo menos tanto por seu próprio amadurecimento pessoal longe dos anos e dos valores aparentemente desenfreados de sua juventude, embora certamente houvesse uma interação de ambos. forças externas e internas que a impulsionaram.

No geral, os esforços de autopromoção de Hicks para o sucesso começaram a diminuir dolorosamente; então, ela fez uma pausa e reavaliou introspectivamente sua vida. Desse período tumultuado, Hicks confessou:
Experimentei grande felicidade e grande tristeza em minha vida. Embora a grande felicidade fosse edificante e renovadora, a tristeza me consumia lentamente, como um verme no miolo de uma maçã. Percebi então que a felicidade estável não era minha até que eu pudesse eliminar também a tristeza. A tristeza que experimentei deveu-se muitas vezes ao facto de a minha própria felicidade ter um preço. Esse preço era a felicidade de outra pessoa.

### Novos mentores, novo crescimento
Apesar da confissão de Hicks de que ela havia prejudicado outras pessoas ao longo de seu caminho para a fama e de sua intenção de reverter a tendência, ela sempre teve seus apoiadores — aqueles que a compreenderam em um nível mais profundo do que o mero fandom que ela tantas vezes procurou instigar ela mesma, e que viu em Hicks uma jovem que não tentava ofender, mas iniciava conversas críticas dentro de uma cultura que, muitas vezes, era resistente demais a qualquer coisa além do familiar. Para eles, a filosofia antrópica de vida de Hicks, que incluía amar, cuidar e compartilhar, não era apenas revigorante, mas importante, talvez mais do que a própria Hicks pudesse apreciar na época. Uma voz crescente pareceu emergir claramente nos seus escritos e atraiu muitos cingapurianos e outros, incluindo alguns académicos. Dois dos pesquisadores se tornariam novos mentores de grande influência para Hicks durante sua importante transição de vida conservadora, cujo resultado final, como as coisas aconteceriam, seria interrompido por sua morte prematura.
Um dos novos mentores de Hicks foi Tal Ben-Shahar, um psicólogo positivo e popular professor de psicologia na época na Universidade de Harvard. Hicks procurou Ben-Shahar depois de ser exposto a seus escritos, e os dois se corresponderam sobre questões filosóficas e espirituais por aproximadamente um ano, até a morte de Hicks em 1997. A correspondência mais tarde tornou-se base para um livro de Ben-Shahar de 1998, no qual ele narrou o profundo crescimento de Hicks durante o ano.

Hicks também havia se tornado uma estudante do humanismo confucionista, e ficou particularmente atraída pelo pensamento de um segundo professor de Harvard, Tu Wei-Ming, um filósofo do Novo Confucionismo, que se tornou um segundo novo mentor de Hicks. Hicks participou dos seminários de Tu e os dois se corresponderam durante alguns meses. Com a influência de Tu adicionada à de Ben-Shahar, Hicks começou a exibir uma crescente influência do Novo Confucionismo em seu pensamento, e ela logo passou a criticar a sociedade cingapuriana em suas colunas ocasionais no Straits Times sobre o tema. Num artigo, ela expressou consternação com a "falta de compreensão do confucionismo como deveria ser e da versão política da ideologia à qual nós [como cingapurianos] estamos expostos hoje". Pouco antes da morte de Hicks, ela enviou ao The Straits Times o que o editor Richard Lim reconheceu como sua coluna mais madura de todos os tempos. O diário publicou postumamente "Penso e sinto, logo existo", em 28 de dezembro de 1997. Nele Hicks argumentou:
Pensar é mais do que apenas conceber ideias e fazer inferências; pensar também é reflexão e contemplação. Quando tomamos o pensamento incorporado em vez do raciocínio abstrato como um objetivo para a nossa mente, então entendemos que pensar é um ato transformador.
A mente não apenas deduzirá, especulará e compreenderá, mas também despertará, iluminará e inspirará.
Si, é como pensei e sempre pensarei.
Tu Wei-Ming afirma que o uso do caractere chinês Si por Hicks era uma "linguagem de código", facilmente compreendida por seus leitores ingleses de língua chinesa, para transmitir o pensamento do Novo Confucionismo. A peça, a última de Hicks, reflete o amadurecimento e o aprofundamento do envolvimento na filosofia e na espiritualidade que ela claramente envolveu sob a tutela de seus novos mentores durante seu último ano de vida.

## Reconstrução dos planos profissionais

### Mudança para a Indonésia
Quando Hicks escreveu Excuse Me, are you a Model?, sua intenção era escrever um primeiro livro ao qual as pessoas reagissem. Se essas reações eram positivas ou negativas não era a primeira preocupação de sua mente jovem. Somente a indiferença pública, a antítese da reação pública, impediria sua conquista de fama e popularidade, ela acreditava — uma mensagem que Pat Chan certamente incutiu em Hicks desde o início. Hicks descreveu suas próprias motivações iniciais:
Eu queria ser algo que todas as meninas aspiravam ser, queria ser aquele modelo que os homens desejavam, queria ser aquele modelo que as pessoas reconheceriam nas ruas. Queria ser aquele modelo que os clientes nunca parariam de exigir, queria ser aquele modelo, aquele rosto, que lançaria mil navios. Eu queria ser uma estrela.
Embora Hicks nunca tenha alcançado totalmente seus objetivos de estrelato, e embora mais tarde ela tenha se distanciado de seus objetivos sobre o assunto, os cingapurianos tomaram nota da natureza de suas primeiras tentativas de se tornar famosa. Poucas pessoas foram capazes de responder a Hicks com um mero encolher de ombros, um fato que alimentou não só a sua popularidade entre os seus apoiantes, mas também a controvérsia que tão obstinadamente a seguiu entre os seus críticos. Embora saboreasse o sabor intenso e transitório da fama, a limitada experiência de vida de Hicks não poderia tê-la levado a antecipar a intensidade das reações negativas que acompanhariam suas tentativas sob os holofotes, não poderia ter permitido que ela imaginasse o preço que as palavras negativas e o afastamento social tomaria conta de sua psique com o tempo. De muitas maneiras, sua mudança para a Indonésia, que coincidiu com seu apelo por maior compreensão pública, conforme lançado em seu segundo livro, Disgust Disgust, foi uma tentativa de escapar da intensa controvérsia que ela experimentou em Singapura sobre seu primeiro livro, Excuse Me, Are You a Model? Se a sua partida foi uma espécie de vitória para os conservadores, uma mera admissão para si mesma da sua constituição limitada para resistir à desaprovação social, um resultado simplesmente do seu próprio amadurecimento, ou alguma combinação dos três, não pode ser conhecido com certeza. O que está claro, no entanto, é que a sua esperança através da sua mudança era encontrar um alívio para a rejeição social que vinha experimentando por parte dos conservadores em Singapura; mudar-se para um lugar onde pudesse aprofundar-se e reinventar-se ainda mais e talvez empreender um relançamento maior e muito mais sábio de si mesma em Singapura. Devido à sua morte prematura, isso nunca aconteceria.

### Estudos na universidade
Parte do plano de Hicks era frequentar a universidade. Embora Hicks tenha minimizado publicamente sua falta de educação superior, ela expressou em particular arrependimento por não ter estudado além dos níveis A, um fato que os críticos conservadores usaram contra ela e seus escritos com não pouca frequência. Durante o ano que antecedeu sua morte em 1997, Hicks se inscreveu em várias universidades na Grã-Bretanha e nos Estados Unidos, incluindo Harvard. Durante seus processos de inscrição, Hicks convocou seus mentores de Harvard para exercerem influência em seu nome, o que certamente ajudou a superar quaisquer efeitos negativos que permaneceram do histórico acadêmico normal de Hicks durante sua juventude. No momento em que se inscreveu, Hicks poderia se apresentar como uma candidata excepcional para qualquer universidade que desejasse frequentar, uma verdadeira escolha. Aqui estava uma jovem que superou uma educação muito difícil para se tornar uma modelo que se tornou autora conhecida nacionalmente, e cuja mente, espírito e insights impressionaram autenticamente os dois acadêmicos de alto nível que se tornaram os mentores predominantes de sua transição de vida. e redatores de cartas de recomendação. Hicks logo relatou através da imprensa de Singapura que ela havia recebido uma aceitação universitária, recusando-se a dizer onde, afirmando que estava aguardando outras possíveis aceitações antes de finalmente decidir onde cursar.

### Casamento e planos familiares
Mantendo as pressões conservadoras de Singapura colocadas sobre ela, Hicks começou a amadurecer a sua imagem em relação às suas relações pessoais e reputação sexual, embora os seus atos reais possam não ter merecido má reputação. Ela fez planos de se casar, estabelecer-se e ter filhos. Pouco antes de sua morte, Hicks ficou noiva de seu namorado de longa data, Richard "Randy" Dalrymple, um arquiteto americano de algum destaque regional por causa de suas estruturas únicas em Singapura e Jacarta, algumas apresentadas na Architectural Digest. Foi para comemorar o Natal com a família de Dalrymple que Hicks e Dalrymple embarcaram no voo 185 da SilkAir em Jacarta a caminho de Singapura, provavelmente a primeira visita deles à casa dos pais de Dalrymple como um casal de noivos. O jovem casal nunca chegou, morreu no caminho, quando o voo caiu no rio Musi.

## Morte
Menos de trinta minutos após o voo 185 da SilkAir com Hicks a bordo, o voo iniciou uma queda livre em alta velocidade a 35 mil pés em direção ao rio Musi, no sul de Sumatra, na Indonésia. Enquanto estava no ar, o avião se partiu em pedaços antes de se espalhar pela superfície do rio. Pescadores locais procuraram sobreviventes no local do acidente com pouca esperança. Tanto Hicks quanto Dalrymple morreram com todos os demais passageiros e tripulantes.
Posteriormente, os mergulhadores confirmaram a morte de Hicks no local do acidente após recuperar alguns de seus pertences pessoais, incluindo carteira e cartões de crédito.

### Impacto social na Singapura
A morte de Hicks, aos 29 anos, chocou os singapurianos, bem como outras pessoas ao redor do mundo, e provocou um turbilhão de atividades enquanto as pessoas procuravam interpretar o significado de uma vida que havia sido repentinamente interrompida. Os críticos conservadores de Hicks, bem como seus aliados, pareciam novos, mais profundos, mais cuidadosos e talvez com um nível de nuance que ela sempre merecia.

## Legado e cultura popular

### Autoria pós-moderna
Hicks é uma figura transitória, mas muitas vezes ainda controversa, que viveu e morreu uma morte trágica no meio de um importante período de debate sobre as mudanças entre a Singapura conservadora e a globalizada. Tanto na vida como na morte, seu status como escritora eclipsou seu status como modelo. Hoje ela é mais reconhecida por suas contribuições à literatura pós-colonial de Singapura, que falou sobre assuntos normalmente não abordados em sua sociedade, e pela filosofia antrópica contida em seus escritos. Descrevendo o consenso dos pesquisadores literários de Singapura em 1995, dois anos antes da morte de Hicks, Ismail S. Talib no The Journal of Commonwealth Literature declarou: Excuse me, are you a Model?: "Percebemos, em retrospecto, que o relato autobiográfico de Hicks sobre sua vida como modelo foi um marco significativo na história literária e cultural de Singapura". Esse reconhecimento precedeu a morte de Hicks e, à luz da controvérsia, e até mesmo da rejeição social que ela enfrentou por causa de seus primeiros escritos, pegou ela e muitos ao seu redor de surpresa. Também ajudou a alimentar a transição de vida pela qual ela passou antes de sua morte.

### Intérprete na arte literária
À medida que as respostas e as perguntas sem resposta continuavam a surgir das investigações dos voos, os pesquisadores da literatura, tanto em Singapura como noutros lugares, começaram as suas próprias investigações dos escritos de Hicks. Alguns o fizeram de novo, enquanto outros o fizeram pela primeira vez.
Tu Weiming caracterizou a vida e a filosofia de Hicks como proporcionando um "nítido contraste com a visão cínica [al] de Hobbes da existência humana", e afirmou que Hicks era "o exemplo paradigmático de um indivíduo autônomo e de livre escolha que decidiu desde cedo construir um estilo de vida compatível com seu senso idiossincrático de autoexpressão". Mais do que tudo, Tu disse: “Ela era principalmente uma buscadora de uma existência significativa, uma aprendiz”.
A autora pós-colonial de Singapura, Grace Chia, interpretou a vida de Hicks com um poema, "Mermaid Princess", que parodia a tradicional canção folclórica escocesa, "My Bonnie Lies over the Ocean". Um trecho do poema caracteriza Hicks como alguém que:

falei muito cedo

muito alto

muito fora de hora

muito fortalecido pelo seu sentido/x/qualidade

muito de eu, eu, eu, eu –

Eu penso

Eu sei

Eu entendo

Eu amo

Eu, eu, eu, eu.
Richard Lim, editor do The Straits Times, interpretou Hicks em um elogio, relembrando sua vida e contribuições para o jornal, e publicando um trecho do famoso ensaio "Whistling of Birds" do escritor e poeta inglês D. H. Lawrence. Lim começou sua peça com uma frase da famosa canção folk/rock Fire and Rain de James Taylor. "Bons sonhos e máquinas voadoras, em pedaços no chão", como se cantado nas memórias de seus leitores no tom melancólico de Taylor, parecia resumir perfeitamente grande parte do sentimento retrospectivo em Singapura sobre a vida e a morte súbita de Hicks.

#### Heaven can wait, but I cannot
No primeiro ano após sua morte, ou seja, em dezembro de 1998, Tal Ben-Shahar publicou Heaven Can Wait: Conversations with Bonny Hicks, no qual ele entrelaçou sua correspondência de um ano com Hicks com suas próprias reflexões filosóficas. O livro é uma extensa "conversa" pós-moderna entre dois buscadores que viajam intensamente juntos em busca de significado e propósito. O título vem de um artigo que Hicks enviou ao The Straits Times poucos dias antes de sua morte, que desde então assumiu um ar assustadoramente profético. Nele ela escreveu: “A brevidade da vida na Terra não pode ser subestimada. Não posso presumir que o tempo está do meu lado — porque não é (...) O céu pode esperar, mas eu não posso". Em um artigo anterior do Straits Times que homenageava sua avó, Hicks confessou que acreditava na vida após a morte.

### Não-racialismo
Especialmente entre os jovens de Singapura, que nos anos que se seguiram à morte de Hicks se tornaram cada vez mais desconfortáveis com os cenários tradicionais de racismo do seu país, Hicks é reconhecida como uma pessoa que aprendeu a ultrapassar fronteiras culturais. Ela viveu como uma pessoa que encontrou um nicho confortável no meio de tradições culturais contestantes e como alguém que era cego para raça, vendo as pessoas como elas realmente eram.

## Obras publicadas
- Excuse Me, Are You a Model?. 1990, Flame of the Forest. (em inglês). ISBN 981-00-2051-1
- 剪一段深深的曾经: 名模的流金岁月. 1991, Flame of the Forest. (em chinês). ISBN 981-00-3121-1
- Discuss Disgust.1992. Flame of the Forest (em inglês). ISBN 978-981-00-3506-8